# سیارک ۱۳۷۴۸
سیارک ۱۳۷۴۸ (به انگلیسی: 13748 Radaly، نامگذاری:1998SC46) سیزده هزار و هفتصد و چهل و هشتمین سیارک کشف شده‌است که در ۲۵ سپتامبر ۱۹۹۸ کشف شد.
قدر مطلق سیارک برابر ۲۶.۹ است.